# (34327) 2000 QS203
2000 QS203 (asteroide 34327) é um asteroide da cintura principal. Possui uma excentricidade de 0.09362170 e uma inclinação de 4.33880º.
Este asteroide foi descoberto no dia 29 de agosto de 2000 por LINEAR em Socorro.